# Rezerwat przyrody Świńskie Bagno
Rezerwat przyrody Świńskie Bagno – rezerwat torfowiskowy położony w województwie warmińsko-mazurskim, gminie Iłowo-Osada, nadleśnictwie Dwukoły.
Został utworzony zarządzeniem Ministra Ochrony Środowiska, Zasobów Naturalnych i Leśnictwa z 31 grudnia 1993 roku. Zajmuje powierzchnię 15,90 ha (akt powołujący podawał 16,10 ha).
Ochroną objęto torfowisko przejściowe i torfowisko niskie niskie z fragmentem towarzyszącego mu lasu. Celem ochrony rezerwatu jest zachowanie i ochrona procesów ekologicznych w obszarze torfowiska.